# Euripersia tomlini
Euripersia tomlini är en insektsart som först beskrevs av Robert Newstead 1892.  Euripersia tomlini ingår i släktet Euripersia, och familjen ullsköldlöss. Arten är reproducerande i Sverige.